# Communauté de communes de Marquion
Die Communauté de communes de Marquion ist ein ehemaliger französischer Gemeindeverband (Communauté de communes) im Département Pas-de-Calais und der Region Nord-Pas-de-Calais. Er wurde am 20. Dezember 2000 gegründet. 2014 fusionierte der Gemeindeverband mit der Communauté de communes Osartis und bildete damit die neue Communauté de communes Osartis Marquion.

## Mitglieder
1. Baralle
2. Bourlon
3. Buissy
4. Écourt-Saint-Quentin
5. Épinoy
6. Graincourt-lès-Havrincourt
7. Inchy-en-Artois
8. Lagnicourt-Marcel
9. Marquion
10. Oisy-le-Verger
11. Palluel
12. Pronville
13. Quéant
14. Rumaucourt
15. Sains-lès-Marquion
16. Sauchy-Cauchy
17. Sauchy-Lestrée

## Quelle
- Le SPLAF - (Website zur Bevölkerung und Verwaltungsgrenzen in Frankreich (frz.))